# Avenue de la République (Saint-Nazaire)
Pour les articles homonymes, voir Avenue de la République.
L'avenue de la République est la plus importante artère commerçante de Saint-Nazaire (Loire-Atlantique).

## Situation et accès
Longue d'environ 1,4 km, cette avenue rectiligne débute au niveau de l'avenue du Général-De-Gaulle face à l'hôtel de ville et se termine au pont de la Matte qui permet de franchir les voies ferrées à proximité de la gare ferroviaire.
L'artère est bordée par des immeubles 3-4 étages dans le style du mouvement Moderne construit au début des années 1950 dont le rez-de-chaussée est occupé par des commerces de différents types. Dans sa partie sud, le milieu de l'avenue est alors planté d'arbres, alors que dans sa partie nord, une voie réservée au Bus à haut niveau de service (BHNS) baptisé « Hélyce », occupe le milieu de l'artère. Des arbres ayant été replantés sur les côtés de ce couloir de bus.
À mi-parcours de l'artère, au sud de son croisement avec la rue Jean-Jaurès, au niveau de sa partie la plus large, se dresse un important centre commercial baptisé « Le Paquebot ». À partir de cet endroit, jusqu'à l'avenue de la Paix et des Arts, l'artère est presque entièrement piétonnisée (seule la rue Albert-de-Mun qui coupe l'avenue à angle droit est ouverte à la circulation).
Transports en commun
- Bus à haut niveau de service : Ycéo « Hélyce »
- Bus : Ycéo U2 - S/D

## Historique
L'avenue de la République est une artère créée au moment de la reconstruction de la ville après la Seconde Guerre mondiale.
Dans les années 1980, la crise économique touche de plein fouet l'agglomération nazairienne, et l'activité commerciale n'est pas florissante. Afin de redynamiser ce secteur, la municipalité menée par Joël Batteux décide la construction d'une importante galerie marchande à deux niveaux dont la forme longiligne due à l'architecte Claude Vasconi lui vaut le nom de « Paquebot ». Celle-ci sera inaugurée le 20 octobre 1988.
La mise en place de la ligne BNHS le 4 septembre 2012 sur le tronçon entre la gare SNCF et « le Paquebot » a nécessité auparavant plusieurs mois de travaux consistant en l'aménagement d'une voie réservée à double sens au milieu de l'avenue. Les arbres qui se trouvaient à cet endroit ont été abattus pour pouvoir être replantés sur les côtés du nouveau couloir de bus, tandis que les places de stationnement le long des trottoirs ont été supprimées.